# Le Papyrus de César
Le Papyrus de César est le trente-sixième album de la bande dessinée Astérix, publié le 22 octobre 2015, scénarisé par Jean-Yves Ferri et dessiné par Didier Conrad.

## Résumé
À Rome, Jules César s'apprête à publier ses Commentaires sur la Guerre des Gaules. Cependant, Bonus Promoplus, son éditeur, lui conseille d'occulter le chapitre intitulé « Revers subis face aux irréductibles Gaulois d'Armorique », qui parle de ses échecs devant le fameux village d'Astérix : il estime que, pour la postérité, ce passage fait tache dans le curriculum vitae de César. Ce dernier finit par céder, en précisant que nul ne devra savoir que ce chapitre gênant a été censuré, sans quoi Promoplus ira conseiller les lions dans le cirque.
Mais un des scribes numides noirs muets de Promoplus, nommé Bigdatha, s'empare d'une copie sur papyrus du précieux chapitre et s'enfuit avec lui ; il le confie à un « colporteur sans frontières », reporter activiste gaulois nommé Doublepolémix, correspondant à Rome du Matin de Lutèce. Doublepolémix est alors traqué par trois agents de la censure de Promoplus, fuit en Gaule, et parvient au village d'Astérix avec le papyrus.
La nouvelle de la sortie de l'ouvrage de César indiffère ses habitants, qui préfèrent s'intéresser à leur horoscope dans l'Écho de Condate. Mais le reporter leur fait comprendre que le contenu du papyrus constitue un vrai « scoop » : c'est la preuve formelle que César a menti dans son livre et que la Gaule n'est pas encore entièrement conquise. Bonemine insiste aussi sur l'enjeu historique : il faut diffuser le papyrus, car les générations futures doivent savoir que César a menti.
De guerre lasse, Abraracourcix, jusqu'alors indifférent, obtempère et confie le précieux document à Astérix et à Obélix , avec pour mission d'accompagner Panoramix à la forêt des Carnutes, où le doyen des druides, Archéoptérix, gravera dans sa mémoire le contenu du papyrus afin qu'il soit ensuite transmis de bouche à oreille de druides (puisque la culture des Gaulois se transmet principalement par l'oral).
Pendant ce temps, Promoplus arrive au camp de Babaorum, chez le centurion Ultrarépandus. Pour récupérer le papyrus compromettant, il envoie des légionnaires surveiller le village, tandis que les trois agents de censure de Promoplus suivent discrètement Astérix, Obélix et Panoramix.
Ces derniers arrivent à la forêt des Carnutes : ils y croisent un druide, Gasdechix, gardien de la forêt, qui les envoie, avec l'aide d'un écureuil qui les guide, chez le grand doyen des druides Archéoptérix, qui mémorise tout le document.
Les Romains, croyant que Doublepolémix détient toujours le papyrus, lui tendent un piège et le font prisonnier. Le lendemain, Promoplus, Ultrarépandus et la garnison romaine se présentent devant le village avec leur otage, et ordonnent aux Gaulois de leur rendre le papyrus. Le chef du village Abraracourcix hésitant à déclencher la « procédure d'urgence » secrète en cas d'attaque en l'absence de Panoramix, c'est le barde Assurancetourix qui donne l'alerte pour faire revenir le druide : il souffle dans son beuglophon, instrument de musique surpuissant permettant de communiquer de relais en relais jusqu'à la forêt des Carnutes.
Ainsi prévenus du danger qu'encourt le village, Astérix, Obélix et Panoramix y reviennent en un temps record après avoir bu de la potion magique infusée depuis des années chez Archéoptérix et rendue ainsi encore plus puissante. Les villageois boivent leur potion magique, et s'ensuit une bagarre entre Gaulois et Romains. Doublepolémix et Promoplus s'arrachent des mains le papyrus, qui finit par être déchiré. Alors arrive Jules César en personne, mis au courant de la situation. Les Gaulois lui cèdent le papyrus à condition qu'il ne persécute plus les reporters gaulois et qu'il libère les scribes numides emprisonnés par Promoplus ; ce dernier est arrêté. Abraracourcix, moqueur, confie à César un erratum qu'il a lui-même fait écrire par Doublepolémix, contenant: sa version des faits sur la résistance du village face aux Romains.
Les Gaulois fêtent ensuite cette victoire avec Doublepolémix lors d'un banquet final.
Un post-scriptum raconte que le contenu du papyrus, confié oralement à Archéoptérix, s'est bien transmis de bouche à oreille de druides pendant des siècles jusqu'à l'époque moderne, où un vieillard a confié le secret à deux « scribes modernes » qui en ont tiré une série d'histoires amusantes : René Goscinny et Albert Uderzo, les auteurs des aventures d'Astérix.

## Personnages principaux
- Les habitants du village gaulois, dont : 
  - Astérix, guerrier,
  - Obélix, livreur de menhir,
  - Idéfix, chien d'Obélix,
  - Agecanonix, vieillard,
  - épouse d'Agecanonix,
  - Cétautomatix, forgeron,
  - épouse de Cétautomatix,
  - Ordralphabétix, poissonnier,
  - Pneumatix, facteur,
  - Rézowifix, abonné à l'Écho de Condate,
  - Assurancetourix, barde,
  - Bonemine, épouse d'Abraracourcix,
  - Panoramix, druide,
  - Abraracourcix, chef du village ;
- Jules César, imperator romain ;
- Bonus Promoplus, éditeur et conseiller de César ;
- Bigdatha, scribe numide muet ;
- journaliste du Mundus ;
- Kefélapolis, intendant égyptien de Promoplus ;
- 3 agents de l'unité spéciale de censure de Promoplus ;
- Doublepolémix, Gaulois colporteur sans frontières ;
- Ultrarépandus, centurion du camp de Babaorum ;
- Antivirus, légionnaire s'occupant du pigeonnier du camp de Babaorum ;
- Les pirates, dont : 
  - Barbe-Rouge, chef des pirates,
  - Triple-Patte, pirate unijambiste disant des citations latines,
  - Baba, vigie des pirates ;
- Asparagus, légionnaire romain ;
- Ipsos, astrologue grec de César ;
- Gasdechix, druide de la forêt des Carnutes ;
- écureuil guide de la forêt des Carnutes ;
- Archéoptérix, druide grand doyen de la forêt des Carnutes ;
- Imporexpor, aigle impérial romain ;
- René Goscinny, scénariste d'Astérix ;
- Albert Uderzo, dessinateur et scénariste d'Astérix.

## Analyse

### Scénario

#### Le papyrus

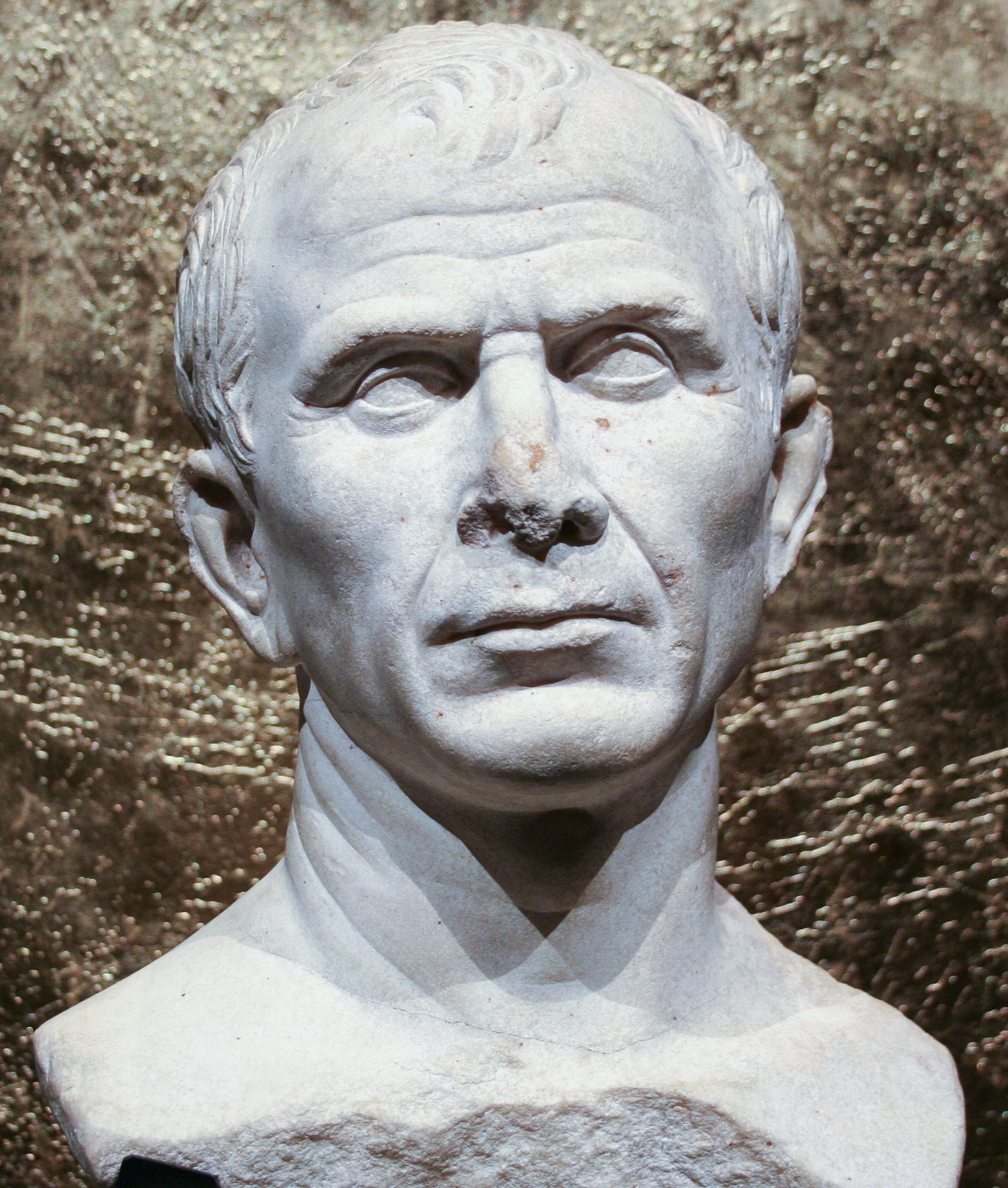
Buste en marbre dit « de Jules César », seul portrait, avec celui du musée de Turin, considéré comme réalisé de son vivant.

L'enjeu de l'album, le fameux « papyrus de César » du titre, est un chapitre, ici fictif, des Commentaires sur la guerre des Gaules (en latin : Commentarii de Bello Gallico), dits aussi La Guerre des Gaules (Bellum Gallicum ou De Bello Gallico), écrits par Jules César. Il s'agit d'un ouvrage d'histoire en sept livres où César raconte sa victorieuse guerre des Gaules (58-52), et il est complété par un huitième livre, écrit plus tard par Aulus Hirtius. Les Commentaires sont constitués de notes rédigées au fil de la guerre, dans lesquelles César relate ses opérations militaires (pour une bonne part, c'est la collation des rapports qu'il rédigeait, parfois avec ses lieutenants, pour les envoyer au Sénat qui surveillait l'activité des proconsuls tels que César).
Les dates et conditions de publication de l'œuvre font cependant débat : une publication unique postérieure à la défaite de Vercingétorix, comme c'est le cas dans cet album, ou bien des lettres parues successivement, ou encore une publication en trois temps.
C'est aujourd'hui un texte de référence pour l'apprentissage et l'étude du latin, et c'est la seule source de première main disponible sur la guerre des Gaules : en effet, les textes de Tite-Live ont été perdus, et aucun autre ouvrage contemporain conservé n'évoque le sujet. Son auteur Jules César étant le principal protagoniste de la conquête, sa fiabilité historique a cependant souvent été mise en doute.
Le papyrus de l'album, intitulé « Chapitre XXIV : Revers subis face aux irréductibles Gaulois d'Armorique » (planche 1), semble traiter, d'après son index (planche 9 : « Index de quelques affaires ayant opposé César aux irréductibles Gaulois – Le Tour de Gaule – Le bouclier arverne – l'otage ibère – l'agent Détritus – le Domaine des dieux – la Corse »), des précédentes aventures d'Astérix narrées dans les albums Le Tour de Gaule d'Astérix, Le Bouclier arverne, Astérix en Hispanie, La Zizanie, Le Domaine des dieux et Astérix en Corse. « Plein de bons souvenirs ! », dit même Astérix en consultant le papyrus.

#### Moyens de communication et d'information
Dans cet album, les auteurs décrivent les moyens de communication et d'information de l'Antiquité, tout en les parodiant pour dénoncer certaines pratiques du journalisme moderne : pigeons voyageurs, aigle impérial messager, disparition de documents compromettants, intimidation, horoscope, etc.
Sur la planche 2, on voit les journaux Ecce (Voici en latin, parodiant Voici), Hic Roma (ici Rome en latin, parodiant Ici Paris), et Mundus Litterarum (Le Monde des livres en latin, parodiant Le Monde des livres). Sont également cités L'Écho de Condate (parodiant L'Écho de Paris), Mundus (Le Monde en latin, parodiant Le Monde), et Le Matin de Lutèce (parodiant Le Matin de Paris).

### Personnages
Plusieurs nouveaux personnages gaulois apparaissent dans cet album :
- Rézowifix, habitant du village gaulois abonné à l'Écho de Condate ;
- Doublepolémix, journaliste reporter à Rome, « colporteur sans frontières », correspondant du Matin de Lutèce, inspiré de Julian Assange ; pour ce personnage, les noms de Wikilix et Papparazix ont un temps été envisagés[3] ;
- Gasdechix, druide veillant sur la forêt des Carnutes ;
- Archéoptérix, druide grand doyen de la forêt des Carnutes, dont le nom fait référence au dinosaure à plumes Archaeopteryx.

Pour créer et dessiner Bonus Promoplus, éditeur et conseiller fourbe de Jules César, le dessinateur Didier Conrad s'est principalement inspiré du publicitaire français Jacques Séguéla, mais aussi du conseiller politique Patrick Buisson et de l'homme politique Henri Guaino.
Le journaliste non nommé du Mundus festoyant avec Promoplus est inspiré de Frantz-Olivier Giesbert.
Dans l'album, apparaît aussi, de manière discrète, le facteur du village Pneumatix, déjà vu dans Astérix et les Normands, Astérix légionnaire  et L'anniversaire d'Astérix et Obélix - Le Livre d'or.
L'un des légionnaires romains sur la piste du papyrus volé a les traits de l'acteur Jean Reno. Le Romain dresseur de rapaces ressemble à Alfred Hitchcock. Enfin, sur une des dernières vignettes, lorsqu'un vieil homme barbu raconte l'histoire du papyrus à deux hommes (nommé Bébert et René), on reconnaît René Goscinny et Albert Uderzo, qui se sont plusieurs fois dessinés dans la série. Cette scène est située dans le Paris des années 1950, à la table d'un café, à côté de laquelle passe une Parisienne assez semblable à Falbala.
Les animaux ont un rôle important dans cet album : Idéfix évidemment, des pigeons voyageurs, un aigle impérial messager nommé Imporexpor, un écureuil guidant les Gaulois, un ours et mêmes des licornes protégeant la forêt des Carnutes.

### Historique
Le titre du nouvel album, dont la sortie a été confirmée pour le 22 octobre 2015, a été annoncé le 31 mars 2015 à la Foire internationale du livre pour la jeunesse de Bologne en présence d'Albert Uderzo et d'Anne Goscinny.
Les auteurs Jean-Yves Ferri (scénario) et Didier Conrad (dessin) ont indiqué « que l'action du nouvel épisode se déroulerait en Gaule et précisé que, comme toujours avec Astérix, il y aurait “des batailles”, “des nouveaux personnages dont un très méchant et fourbe”, “de la potion”, “des Romains à baffer” et “un sujet caractéristique de notre société moderne” ».

### Chansons
- Tourne, tourne, autour du chêne, trouve le gui, trouve le gui, cueille, cueille, tout le gui, quand c'est fini, change de chêne…, chanté par Panoramix et Gasdechix.
- Colchiiiques dans les braies…, chanté par Astérix et Obélix pour se moquer de Panoramix, parodiant la chanson Colchiques dans les prés de Jacqueline Debatte et Francine Cockenpot.

### Citation latine
- Dat veniam corvis, vexat censura columbas (La censure pardonne aux corbeaux et poursuit les colombes) : phrase prononcée par le pirate Triple-Patte.

## Accueil
En France, l'album a été la meilleure vente de livres de l'année 2015, avec 2,3 millions d'exemplaires vendus[réf. nécessaire].
Dans la revue Caractère, la journaliste Isabelle Calvo-Duval rapporte qu'en 2015, l'album s'est vendu à 1 616 100 exemplaires, ce qui en fait « le livre le plus vendu en 2015, toutes catégories confondues ».